# بلقشة بيضاء
بلقشة بيضاء (الاسم العلمي: Mergus  albellus) (بالإنجليزية: Smew)‏ هو طائر ينتمي إلى فصيلة البجعيات ضمن رتبة إوزيات.